# François Debat
François Debat, né le 10 septembre 1882 à Angoulême et mort le 9 octobre 1956, est un médecin français, fondateur de la revue Art et médecine (1929-1939),.

## Biographie
François Debat commence sa carrière en 1906 comme interne à l’hôpital Saint-Antoine, avant d'être reçu comme docteur en pharmacie en 1908 puis comme docteur en médecine en 1914. Mobilisé la même année en raison du déclenchement de la Première Guerre mondiale, il fonde le premier centre de dermatologie aux Armées.
Outre ses activités médicales, il est le directeur de plusieurs revues françaises marquées par un fort intérêt pour les lettres et les arts : Art et médecine de 1929 à 1939 (de 1929 à 1930 puis de 1936 à 1938 sous le titre de La Revue du médecin) et Saint-Cloud et Garches à partir de 1936.
Il fut notamment membre de la Société des Amis de la Faculté de Pharmacie de Paris, du Comité de la Nouvelle Étoile de France (association de protection de l'enfance fondée en 1891), de l’Union internationale pour l’Éducation sanitaire de la Population et de l’Association philanthropique des Amis de la Villa Médicis dont il fut le cofondateur.
En 1941, par arrêté du secrétaire d’État à l'Intérieur Pierre Pucheu, il est nommé adjoint au maire de la ville de Saint-Cloud. Il est élu en 1947 au douzième fauteuil de la section des membres libres de l'académie des beaux-arts. Il meurt le 9 octobre 1956.

## Distinctions

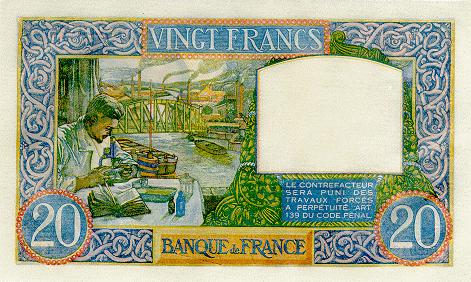
Verso du billet de 20 francs « Travail et Science » représentant François Debat dans son laboratoire.

### Décorations
- Commandeur de la Légion d'honneur (1938)[8]
- Officier de l'ordre de la Couronne[4]
- Grand-croix de l'ordre du Nichan Iftikhar[4]

### Billet de banque
François Debat figure au verso des billets de 20 francs « Travail et Science » de la Banque de France, qui furent imprimés du 7 décembre 1939 au 8 janvier 1942 et mis en circulation à partir du 16 décembre 1939.

## Publications
- François Debat, La Température de la face, ses variations sous l'influence des irritations internes et externes, Paris, 1914[9].
- François Debat, New-York. Images mouvantes, dessins d'Henriette Delalain, Paris, imprimerie Guillemot et de Lamothe, 1929, 79 p.[10]
- François Debat, Essai sur la question sociale de l'après-guerre, Paris, imprimerie Guillemot et de Lamothe, 1940, 31 p.[11]
- François Debat, À chacun sa maison et non plus à chacun sa voiture, Paris, imprimerie Guillemot et de Lamothe, 1941, 18 p.[12]
- François Debat, Le Réveil économique dans le redressement moral, communication à l'Académie des sciences morales et politiques du 22 mars 1941, Paris, imprimerie Guillemot et de Lamothe, 1941, 31 p.[13]
- François Debat, La Beauté dans les lieux de travail, Paris, imprimerie Guillemot et de Lamothe, 1945, 15 p.[14]
- François Debat, L'Art dans la vie sociale, discours prononcé par le docteur François Debat pour la séance annuelle des cinq Académies le mardi 25 octobre 1949, Paris, imprimerie Guillemot et de Lamothe, 1949, 21 p.[15]
- François Debat, La Prodigieuse évolution de l'art de guérir. Conférences, Paris, Société des journaux et publications du Centre, 1952, 53 p.[16]
- François Debat, L'habitat, arme de paix sociale : conférence des ambassadeurs le 20 mars 1953, Paris, Société des journaux et publications du Centre, 1953, 42 p.[17]
- François Debat, Méditation sociale d'un médecin, Paris, imprimerie Guillemot et de Lamothe, 1955, 49 p.[18]
- François Debat, Titres, travaux scientifiques et activités médico-sociales du Docteur François Debat, Paris, imprimerie Guillemot et de Lamothe, 1956, 80 p.[19]

### Sources
- Laboratoires Debat, Visite aux laboratoires du Dr Debat, rue de Buzenval, à Garches, introduction du Docteur François Debat et photographies de Roger Schall, Desfossés-Néogravure, 1954.
- François Debat, Titres, travaux scientifiques et activités médico-sociales du Docteur François Debat, Paris, imprimerie Guillemot et de Lamothe, 1956, 80 p.
- Cécile Raynal et Thierry Lefebvre, « Les vestiges du patrimoine Debat à Garches et Saint-Cloud » in Revue d'histoire de la pharmacie, 2019, numéro 404, pp.597-608.